# قسم تشكن الريفي (مقاطعة دورة)
قسم تشكن الريفي (بالفارسية: دهستان تشکن) هي منطقة ريفية تقع في ناحية دورة تشغني (مقاطعة دورة) في إيران. يقدر عدد سكانها بـ 10,303 نسمة .